# Leucophlebia brunnea
Leucophlebia brunnea är en fjärilsart som beskrevs av Adolf G. Closs 1915. Leucophlebia brunnea ingår i släktet Leucophlebia och familjen svärmare. Inga underarter finns listade i Catalogue of Life.